# HESA Szafagh
HESA Szafagh – irański zaawansowany lekki samolot szkoleniowy i wielozadaniowy zbudowany z wykorzystaniem technologii stealth. W 2006 istniał tylko prototyp samolotu, opracowany przez Uniwersytecki Kompleks Lotniczy, będący częścią politechniki Malek Asztar. Samolot wydaje się pochodzić z rosyjsko-irańskiego projektu Integrał i wyposażony jest między innymi w rosyjskie fotele wyrzucane. Oficjalnie konstruktorzy twierdzą, że jest to „dzieło rozpoczęte przez Iran i przez Iran zostanie ukończone”, wiadomo jednak, że na początkowym etapie, uczestniczyli w tworzeniu samolotu także specjaliści rosyjscy. Planowane jest stworzenie trzech wersji samolotu: jednomiejscowego myśliwca, dwumiejscowego lekkiego samolotu szturmowego i dwumiejscowego samolotu szkolno-treningowego.
W 2003 roku AUC przeprowadziło testy w tunelu aerodynamicznym z wykorzystaniem modelu samolotu w skali 1:7. Najpewniej w tym samym roku została też zbudowana pełnowymiarowa makieta myśliwca. Od 2005 roku Szafagh istnieje w postaci prototypu, ale najprawdopodobniej do tej pory nie został oblatany.